# Zlatar (pasmo)
Zlatar – pasmo górskie w Górach Dynarskich. Leży na granicy między Serbią a Czarnogórą. Najwyższym szczytem jest Krstaca, który osiąga wysokość 1755 m.
Szczyty:
- Krstaca - 1755 m,
- Jadovnik - 1732 m,
- Ozren - 1693 m,
- Zlatar - 1627 m,
- Vlahovi - 1510 m,
- Giljeva Planina - 1499 m.